# Ratchford Range
Ratchford Range är ett berg i Kanada.   Det ligger i provinsen British Columbia, i den centrala delen av landet, 3 200 km väster om huvudstaden Ottawa. Toppen på Ratchford Range är 1 752 meter över havet.
Terrängen runt Ratchford Range är bergig åt sydost, men åt nordväst är den kuperad. Runt Ratchford Range är det mycket glesbefolkat, med 2 invånare per kvadratkilometer.. Det finns inga samhällen i närheten.
Trakten runt Ratchford Range består i huvudsak av gräsmarker.